# Neosciadella multivittata
Neosciadella multivittata är en skalbaggsart som beskrevs av Dillon 1952. Neosciadella multivittata ingår i släktet Neosciadella och familjen långhorningar.
Artens utbredningsområde är Fiji. Inga underarter finns listade i Catalogue of Life.